# 小行星3629
小行星3629（英語：3629 Lebedinskij）是一颗围绕太阳公转的小行星。1982年11月21日，安東寧·姆爾科斯在克列特发现了此天体。
这颗小行星的绝对星等为172.57456等。